# Legionella fairfieldensis
Espèce
Legionella fairfieldensis est une espèce de bactéries gram-négatives de la famille des Legionellaceae.

## Taxonomie
Le nom correct complet (avec auteur) de ce taxon est Legionella fairfieldensis Thacker et al. 1991.

### Étymologie
Le nom spécifique de Legionella fairfieldensis a été attribué sur la base du lieu d'isolement de la première souche de cette espèce et son étymologie est la suivante : fair.field.en’sis. N.L. masc./fem. adj. fairfieldensis, appartenant à Fairfield, Victoria, Australie.

## Habitat
Tout comme les espèces L. gresilensis, L. birminghamensis, L. feeleii, L. beliardensis, L. drozanskii et L. fallonii, cette bactérie peut être retrouvée comme particule infectieuse des Acanthamoeba lesquelles lui servent d'hôte pour s'y multiplier et de vecteur de propagation dans l'eau.